# روي بروكسميث
روي بروكسميث (بالإنجليزية: Roy Brocksmith)‏ مواليد 15 سبتمبر 1945 في إلينوي، الولايات المتحدة - الوفاة 16 ديسمبر 2001 في كاليفورنيا، الولايات المتحدة، هو ممثل أمريكي بدأ مسيرته الفنية سنة 1978.

## الأعمال
- توتال ريكول
- تانغو وكاش
- السمك القاتل

## روابط خارجية
- روي بروكسميث على موقع IMDb (الإنجليزية)
- روي بروكسميث على موقع ألو سيني (الفرنسية)
- روي بروكسميث على موقع أول موفي (الإنجليزية)
- روي بروكسميث على موقع قاعدة بيانات برودواي على الإنترنت (الإنجليزية)
- روي بروكسميث على موقع قاعدة بيانات الأفلام السويدية (السويدية)
- روي بروكسميث على موقع ديسكوغز (الإنجليزية)
- روي بروكسميث على موقع قاعدة بيانات الفيلم (الإنجليزية)
- روي بروكسميث على موقع كينوبويسك (الروسية)